# Malbork (gmina)
Malbork est une gmina rurale du powiat de Malbork, Poméranie, dans le nord de la Pologne. Son siège est la ville de Malbork, bien qu'elle ne fasse pas partie du territoire de la gmina.
La gmina couvre une superficie de 100,93 km2 pour une population de 4 791 habitants en 2017.

## Géographie
La gmina inclut les villages de Cisy, Czerwone Stogi, Gajewo, Grajewo Trzecie, Grobelno, Kałdowo, Kałdowo-Wieś, Kamienica, Kamienice, Kamionka, Kapustowo, Kościeleczki, Kraśniewo, Lasowice Małe, Lasowice Wielkie, Lasowice Wielkie Agro Lawi, Lipki, Nowa Wieś Malborska, Pielica, Sadowo Pierwsze, Stogi, Szawałd, Tragamin et Wielbark.
La gmina borde la ville de Malbork et les gminy de Lichnowy, Miłoradz, Nowy Staw, Stare Pole, Stary Targ et Sztum.